# آنا سمرين
آنا سمرين (بالكرواتية: Ana Semren) مواليد 5 فبراير 1988 في زغرب، جمهورية يوغوسلافيا الاشتراكية الاتحادية، هي لاعبة كرة سلة كرواتية. لعبت مع نادي شيبينيك لكرة السلة للسيدات ونادي نوفي زغرب لكرة السلة في الدوري الكرواتي لكرة السلة للسيدات.

## روابط خارجية
- آنا سمرين على موقع كرة السلة الأوروبية.كوم (الإنجليزية)
- آنا سمرين على موقع بروبوليرز (الإنجليزية)